# Aleksej Spiridonov (atleta)
Aleksej Sergeevič Spiridonov (in russo Алексей Сергеевич Спиридонов?; Leningrado, 20 novembre 1951 – San Pietroburgo, 9 aprile 1998) è stato un martellista sovietico.

## Biografia
Muore prematuramente, all'età di 46 anni, il 9 aprile 1998 a San Pietroburgo.

## Palmarès
| Anno | Manifestazione   | Sede     | Evento              | Risultato | Prestazione | Note |
| ---- | ---------------- | -------- | ------------------- | --------- | ----------- | ---- |
| 1970 | Europei juniores | Parigi   | Lancio del martello | Argento   | 64,88 m     |      |
| 1973 | Universiadi      | Mosca    | Lancio del martello | Argento   | 71,82 m     |      |
| 1974 | Europei          | Roma     | Lancio del martello | Oro       | 74,20 m     |      |
| 1975 | Universiadi      | Roma     | Lancio del martello | Oro       | 73,82 m     |      |
| 1976 | Giochi olimpici  | Montréal | Lancio del martello | Argento   | 76,08 m     |      |